# Harry Howell
Henry Vernon „Harry“ Howell (* 28. Dezember 1932 in Hamilton, Ontario; † 9. März 2019 in Ancaster, Ontario) war ein kanadischer Eishockeyspieler, -trainer, -funktionär und -scout. Der Verteidiger bestritt im Verlauf seiner aktiven Karriere zwischen 1949 und 1976 unter anderem 1449 Spiele für die New York Rangers, Oakland Seals bzw. California Golden Seals und Los Angeles Kings in der National Hockey League (NHL), bevor er seine Laufbahn bei den New York Golden Blades bzw. Jersey Knights,  San Diego Mariners und Calgary Cowboys in der World Hockey Association (WHA) ausklingen ließ.
Den Großteil seiner Karriere verbrachte Howell bei den New York Rangers, bei denen er bis heute den Franchise-Rekord für absolvierte Spiele hält (1.160), die er als Kapitän anführte und die seine Trikotnummer 3 nicht mehr vergeben. 1967 ehrte man ihn zudem mit der James Norris Memorial Trophy als besten Abwehrspieler der NHL, bevor er im Jahr 1979 in die Hockey Hall of Fame aufgenommen wurde. Nach seiner Spielerlaufbahn war er kurzzeitig als General Manager der Cleveland Barons sowie als Cheftrainer der Minnesota North Stars in der NHL aktiv, bevor er sich einer langjährigen Tätigkeit als Scout widmete.

## Karriere

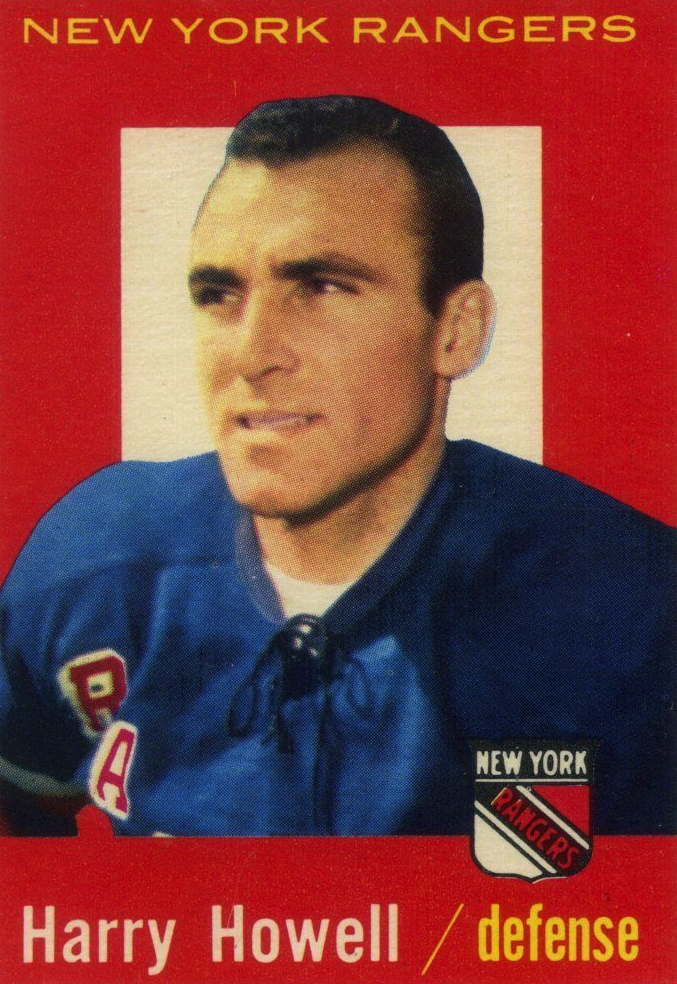
Harry Howell, 1959

Howell spielte während seiner Juniorenzeit zwischen 1950 und 1952 bei den Guelph Biltmores in der Ontario Hockey Association. Mit der Mannschaft gewann er in diesem Zeitraum zweimal den J. Ross Robertson Cup sowie je einmal die George Richardson Memorial Trophy und den Memorial Cup. Damit sicherte sich die Mannschaft im Jahr 1952 das Triple.
In der Saison 1952/53 gab der Verteidiger sein Debüt bei den New York Rangers in der National Hockey League. Seine Beständigkeit war eine der positiven Eigenschaften, die ihn auszeichneten. Die Rangers waren zu dieser Zeit eines der schwächeren Teams in der NHL. In 16 Jahren, die er für die Rangers spielte, verpasste er nur 17 Spiele. Seine mit Abstand beste Saison absolvierte er Spielzeit 1966/67. Er wurde in diesem Spieljahr 35 Jahre alt und schaffte erstmals mehr als zehn Tore zu erzielen. Auch die Marke von 40 Punkten erreichte er nur in dieser Saison. Dafür wurde er mit der Wahl ins First All-Star Team der NHL bedacht und mit der James Norris Memorial Trophy als bester Verteidiger der Liga ausgezeichnet.
Nachdem er 1.160 Spiele für die Rangers bestritten hatte – mehr als jeder andere Spieler der bis heute das Trikot der New Yorker trug –, verkauften sie ihn an die Oakland Seals. Im Laufe der zweiten Saison mit dem Team, das inzwischen California Golden Seals hieß, wurde er an die Los Angeles Kings weitergegeben. Hier spielte er bis zum Ende der Saison 1972/73.
Wie viele andere Veteranen der NHL wechselte auch Howell in die World Hockey Association. Sein Team in der Saison 1973/74 waren die New York Golden Blades, womit er wieder in seiner sportlichen Heimat New York angekommen war. Doch das WHA-Team konnte sich in der Stadt nicht behaupten und so folgte ein Umzug in den Südwesten. Das neue Team waren die San Diego Mariners. Bei den Calgary Cowboys spielte er noch die Saison 1975/76, bevor er seine aktive Karriere beendete.
In seiner langen Karriere war er nie bei einem Team, mit dem er einen Titel hätte gewinnen können, doch mit 1.581 Spielen in NHL und WHA hatte er eine Bestmarke inne, die bis dahin von keinem Eishockeyverteidiger übertroffen wurde. Als Scout der Edmonton Oilers schaffte er am Ende der Spielzeit 1989/90 doch noch seinen Namen auf dem Stanley Cup zu verewigen. Bei der Eishockey-Weltmeisterschaft 1978 betreute er die kanadische Nationalmannschaft als Assistenztrainer. In der Saison 1978/79 war er Cheftrainer der Minnesota North Stars. 1979 wurde er mit der Aufnahme in die Hockey Hall of Fame geehrt. Im Jahre 2009 sperrten die New York Rangers seine Trikotnummer 3.
Howell starb im März 2019 im Alter von 86 Jahren in einem Pflegeheim in Ancaster, nahe seiner Heimatstadt Hamilton.

## Erfolge und Auszeichnungen
| - 1950 J.-Ross-Robertson-Cup-Gewinn mit den Guelph Biltmores - 1952 J.-Ross-Robertson-Cup-Gewinn mit den Guelph Biltmores - 1952 George-Richardson-Memorial-Trophy-Gewinn mit den Guelph Biltmores - 1952 Memorial-Cup-Gewinn mit den Guelph Biltmores - 1954 Teilnahme am NHL All-Star Game - 1963 Teilnahme am NHL All-Star Game - 1964 Teilnahme am NHL All-Star Game - 1965 Teilnahme am NHL All-Star Game | - 1967 Teilnahme am NHL All-Star Game - 1967 James Norris Memorial Trophy - 1967 First All-Star Team - 1968 Teilnahme am NHL All-Star Game - 1970 Teilnahme am NHL All-Star Game - 1978 Bronzemedaille bei der Weltmeisterschaft (als Assistenztrainer) - 1979 Aufnahme in die Hockey Hall of Fame - 2009 Sperrung der Trikotnummer 3 durch die New York Rangers |

## Franchise-Rekorde
- 1.160 Spiele für die New York Rangers

## Karrierestatistik

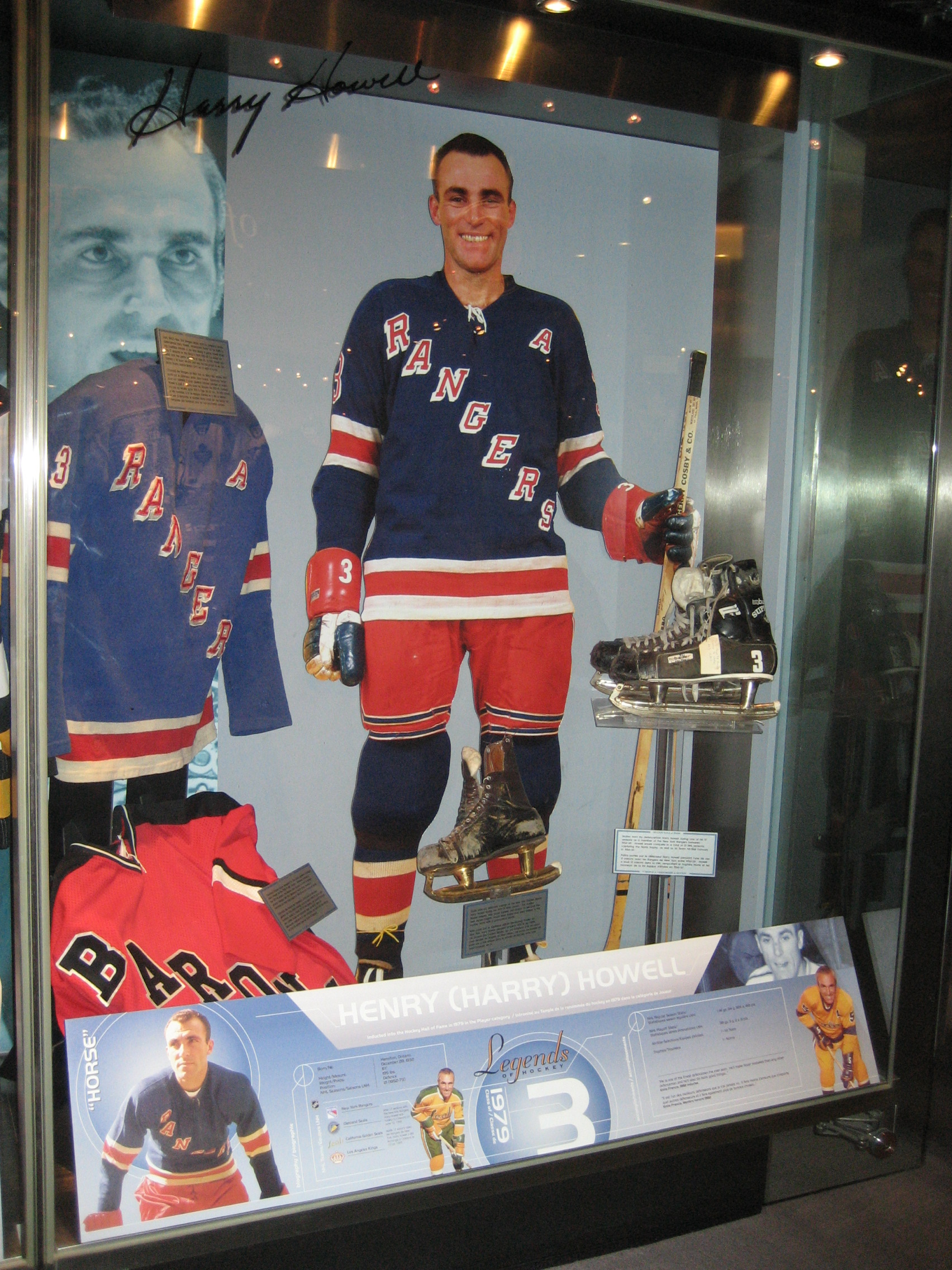
Howells Vitrine in der Hockey Hall of Fame in Toronto

(Legende zur Spielerstatistik: Sp oder GP = absolvierte Spiele; T oder G = erzielte Tore; V oder A = erzielte Assists; Pkt oder Pts = erzielte Scorerpunkte; SM oder PIM = erhaltene Strafminuten; +/− = Plus/Minus-Bilanz; PP = erzielte Überzahltore; SH = erzielte Unterzahltore; GW = erzielte Siegtore; 1 Play-downs/Relegation; Kursiv: Statistik nicht vollständig)

### Trainerstatistik
(Legende zur Trainerstatistik: Sp oder GC = Spiele insgesamt; W oder S = erzielte Siege; L oder N = erzielte Niederlagen; T oder U = erzielte Unentschieden; OTL oder OTN = erzielte Niederlagen nach Overtime oder Shootout; Pts oder Pkt = erzielte Punkte; Pts% oder Pkt% = Punktquote; Win% = Siegquote; Resultat = erreichte Runde in den Play-offs)